# 그라니티역
그라니티역(이탈리아어: Graniti)은 로마 지하철 C선의 역이다. 로마 시 피노키오 프라치오네의 카실리나 로 (Via Casilina)에 위치해 있다.

## 역사
지하철 C선 재공사가 진행되던 2008년까지는 로마-판타노 선의 역으로 이용됐다. 2014년 11월 9일 C선이 개통되면서 동시에 그라니티 역도 다시 문을 열었다.

## 일반 운수 외
그라니티 역은 C선 차량 입고 기지로도 사용되며, 그라니티 역 바로 부근에 있는데 217,000m²의 크기를 자랑한다.
그 외에도 C선의 운행 제어 총괄 본부가 위치한 역이기도 하다. 본부에서 맡는 역할은 다음과 같다.
- 열차 모니터링
- 여객 감시
- 전류 설비국의 감독 및 제어
- 승강장에 있는 승객 및 열차와 통신
- 노선 운행 총괄자와 통신
- 승객 대상 정보 제공 (안내 방송 및 화면)
- 모든 하위 시스템의 주요 데이터 및 사건 녹화 진행

## 역 시설
이 역에는 다음과 같은 시설이 있다.
- 매표기
- 화장실

## 환승
- 버스 정류장 (ATAC와 COTRAL 운영 노선)